# Gascentrale

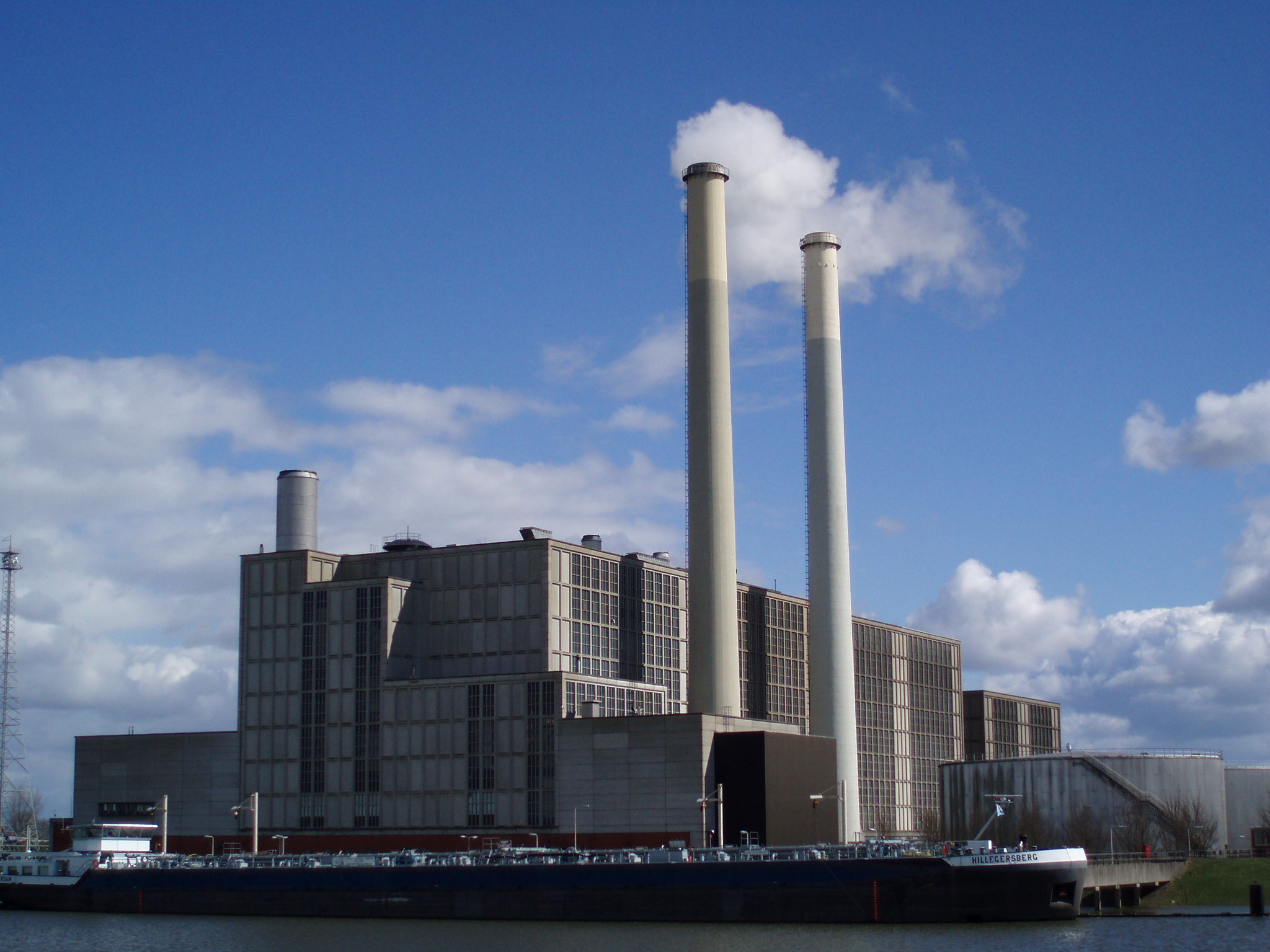
De IJsselcentrale in Zwolle

Bij een conventionele gasgestookte elektriciteitscentrale wordt aardgas verbrand in de stoomketel, met de vrijkomende warmte wordt het water verdampt en verder opgewarmd tot oververhitte stoom. In Nederland komen geen centrales voor die op de conventionele manier op aardgas gestookt worden, wel zijn er veel centrales met gasturbines al dan niet ingericht als STEG-centrales. Wel heeft een aantal kolencentrales de mogelijkheid om bij gebrek aan kolen op aardgas te worden gestookt.

## Werking stoomcircuit
Bij conventionele centrales, zoals de meeste kolen- en gasgestookte centrales, wordt water onder een hoge druk (ongeveer 180 bar) in de stoomketel aangevoerd en door middel van verbranding van fossiele brandstof verhit. Het water wordt in verschillende onderdelen van de stoomketel in verzadigde stoom omgezet, dat verder in de oververhitter tot een temperatuur van ongeveer 540 °C wordt omgezet in oververhitte stoom. Wanneer de stoom uit de stoomketel komt, wordt deze door de hogedruk-stoomturbine geleid, waar de druk en temperatuur flink afnemen. De energie-inhoud van de stoom wordt omgezet in mechanische rotatie-energie waarmee een generator aangedreven wordt. De stoom die uit de hogedrukstoomturbine komt wordt nogmaals door de stoomketel geleid om in de herverhitter nogmaals tot 540° te worden verhoogd om vervolgens in de midden- en lagedrukstoomturbines verder te expanderen en rotatie-energie te leveren. Wanneer de stoom volledig geëxpandeerd is, wordt deze door een condensor geleid. Hier wordt de stoom weer gecondenseerd tot water, zodat de voedingswaterpomp de druk weer kan opvoeren en het water weer de stoomketel in kan worden geleid. Voor koeling van de condensor wordt vaak gebruikgemaakt van koeltorens om het eventueel beschikbare koelwater minder te belasten.
In de nieuwere centrales wordt ook wel gekozen voor het superkritische stoomproces, waarbij de stoomdruk boven de kritische druk van 221 bar komt te liggen, zo rond 265 bar. Daarnaast laten nieuwe materialen toe om met een nog hogere stoomtemperatuur van ca. 570 °C te werken. Hierdoor gaat het rendement met enige tienden van procenten omhoog.

## Werking brandstofcircuit
Bij een gascentrale wordt aardgas gestookt. Omdat aardgas wereldwijd verschilt van samenstelling en verbrandingswaarde worden de verschillende soorten gas gemengd zodat aan bepaalde standaarden kan worden voldaan, bijvoorbeeld Gronings gas of ZEBRA-gas. Op deze manier kan worden gegarandeerd dat altijd gas wordt gestookt met dezelfde stookwaarde. Het gas wordt via leidingen de stoomketel in getransporteerd en daar verbrand onder een overmaat aan lucht.
Alleen voor de centrales in Velsen wordt een mengsel van hoogovengas en aardgas (aardgas als regelbrandstof) verrijkt met cokesgas als brandstof gebruikt, terwijl in de centrale van Borssele naast aardgas ook fosforovengas wordt ingezet.